# ビーとパピーキャット
『ビーとパピーキャット』（Bee and PuppyCat）は、ナターシャ・アレグリが制作・脚本を手がけ、フレドレター・スタジオ（共同制作：OLM）によって制作されたアメリカのテレビアニメ。
2013年にウェブパイロット版で始まり、Kickstarterによる支援のもと第1シーズン（各話6～11分、全10話）が2014年から16年にかけてYouTubeで公開された。
その後、第1シーズンの内容をリメイクした上で新規エピソードを追加し、新たに構成し直した新シリーズ（全16話）が2022年にNetflixで公開された。コミック版もKaBoom! Studiosにより出版されている。

## あらすじ
ある日仕事をクビになってしまったビーは、帰宅中に空から降ってきた不思議な生き物「パピーキャット」に遭遇する。ビーに引き取られ、ビーが無一文で失業中であることを知ったパピーキャットは、自分とビーを異次元空間にテレポートさせ、ビーは巨大なテレビ画面のようなロボット「テンプボット」から仕事をもらうことになる。
ストーリーが進むにつれ、ビーやパピーキャットの正体など様々な謎が明らかになっていく。

## 登場人物
声優は新シリーズにおける日本語吹き替え版のもの
ビー（Bee）
声 - 島田愛野
20代くらいに見える女性。仕事を解雇された後にパピーキャットと出会い、派遣社員として様々な惑星で働くことになる。水が苦手。
パピーキャット（PuppyCat）
声 - Oliver
犬のようにも猫のようにも見える謎の生物。ボーカロイドのオリバーが出すビープ音で会話をする。
テンプボット（TempBot）
ビーとパピーキャットに仕事の指示を与え、派遣先へと送り出すロボット。声が毎回変わる。
デッカード（Deckard Wizard）
声 - 小林親弘
ビーの友人であり元同僚。ビーが解雇された猫カフェで料理人として働いている。料理は得意だがお菓子を作るのが苦手。
キャス（Cas Wizard）
声 - 東内マリ子
デッカードの姉でビーの友人。元プロレスラーだが今はプログラマーとして働いている。
カルダモン（Cardamon）
声 - 櫻井優輝
ビーが住んでいるアパートの大家をしている少年。年の割には冷静で大人びている。
スティッキー（Sticky）
カルダモンが飼っている犬。
トースト（Toast）
声 - ニケライ・ファラナーゼ
キャスが以前所属していたレスリングチームのレスラー。キャスが引退したことに納得しておらず、キャスに毎回喧嘩を売っている。
マーリン（Merlin Wizard）
声 - 中川慶一
デッカードとキャスの兄妹の長男。医者をしている。
ウェズリー（Wesley Wizard）
声 - 岩澤俊樹
デッカードとキャスの兄妹の次男。釣りが好き。
クリスピン（Crispin Wizard）
声 - 岡本幸輔
デッカードとキャスの兄弟の三男。ガレージでメカニックとして働いている。ビーの元同棲相手
ハウエル（Howell Wizard）
声 - 小田柿悠太
デッカードとキャスの兄妹の四男。猫カフェの店長をしている。
ティム（Tim Wizard）
声 - 多田啓太
デッカードとキャスの兄妹の五男。無口な性格。
ムウリー（Moully）
ビーの友人で、巨大な猫のような姿をしている。
プリティーパトリック（Pretty Patrick）
ビーとパピーキャットが大好きなテレビ番組の司会者。ビーたちが住む島の市長でもある。

## 各話リスト

### オリジナルシリーズ（2013年 - 2016年）
| 話数 | 邦題       | 原題     | 備考                        |
| ---- | ---------- | -------- | --------------------------- |
| 0    |            | Pilot    | パイロット版                |
| 1    | しょくひん | Food     |                             |
| 2    | のうみん   | Farmer   |                             |
| 3    | うみ       | Beach    |                             |
| 4    | ねこ       | Cats     |                             |
| 5    |            | Birthday | 5話以降、邦題は表示されない |
| 6    |            | Game     |                             |
| 7    |            | Toast    |                             |
| 8    |            | Dogs     |                             |
| 9    |            | Wedding  |                             |
| 10   |            | Donut    |                             |

### 新シリーズ（2022年）
| 話数 | 邦題                   | 原題                     |
| ---- | ---------------------- | ------------------------ |
| 1    | 2回目の初めて          | Again for the First Time |
| 2    | 欲しい人いるの?        | Who Would Want This?     |
| 3    | 何になりたい?          | What Do You Want to Be?  |
| 4    | やさしいパンチ         | Gentle Touch             |
| 5    | 小さな指               | Little Fingers           |
| 6    | お休みの日             | Day Off Work             |
| 7    | 雪とスミレ             | Snow and Violets         |
| 8    | おもしろいウソ         | Funny Lying              |
| 9    | 私のお気に入り         | My Favorite              |
| 10   | 覚えてた?              | Did You Remember         |
| 11   | "バード"フレンド       | Bird Friend              |
| 12   | ピエロの鼻を2つ        | Two Clown Noses          |
| 13   | 金色の目               | Golden Eyes              |
| 14   | 助けてくれてもいいのに | Why Don't You Help Me    |
| 15   | 本当にひとりぼっち     | Now I'm Really Alone     |
| 16   | ひとりにはしない       | I Won't Leave You Alone  |

## 日本語版スタッフ
- スタジオ - ハーフエイチ・ピー スタジオ
- 演出 - 安藤直子
- 翻訳 - 後藤理絵
- 調整 - 片岡実咲季